# Imeni
Imeni (węg. Imecsfalva) – wieś w Rumunii, w okręgu Covasna, w gminie Catalina. W 2011 roku liczyła 305 mieszkańców.